# Ceratogramma tatianae
Ceratogramma tatianae är en stekelart som först beskrevs av Fursov 1995.  Ceratogramma tatianae ingår i släktet Ceratogramma och familjen hårstrimsteklar. Inga underarter finns listade i Catalogue of Life.